# 4e division cuirassée
Pour les articles homonymes, voir 4e division.
La 4e division cuirassée (ou 4e DCr) est une unité blindée éphémère de l’armée française de la Seconde Guerre mondiale créée le 10 mai 1940, constituée sur le champ de bataille. Elle combat sans interruption pendant 40 jours.

## Création et différentes dénominations
- 15 mai 1940 : début du rassemblement des éléments de la 4e division cuirassée.

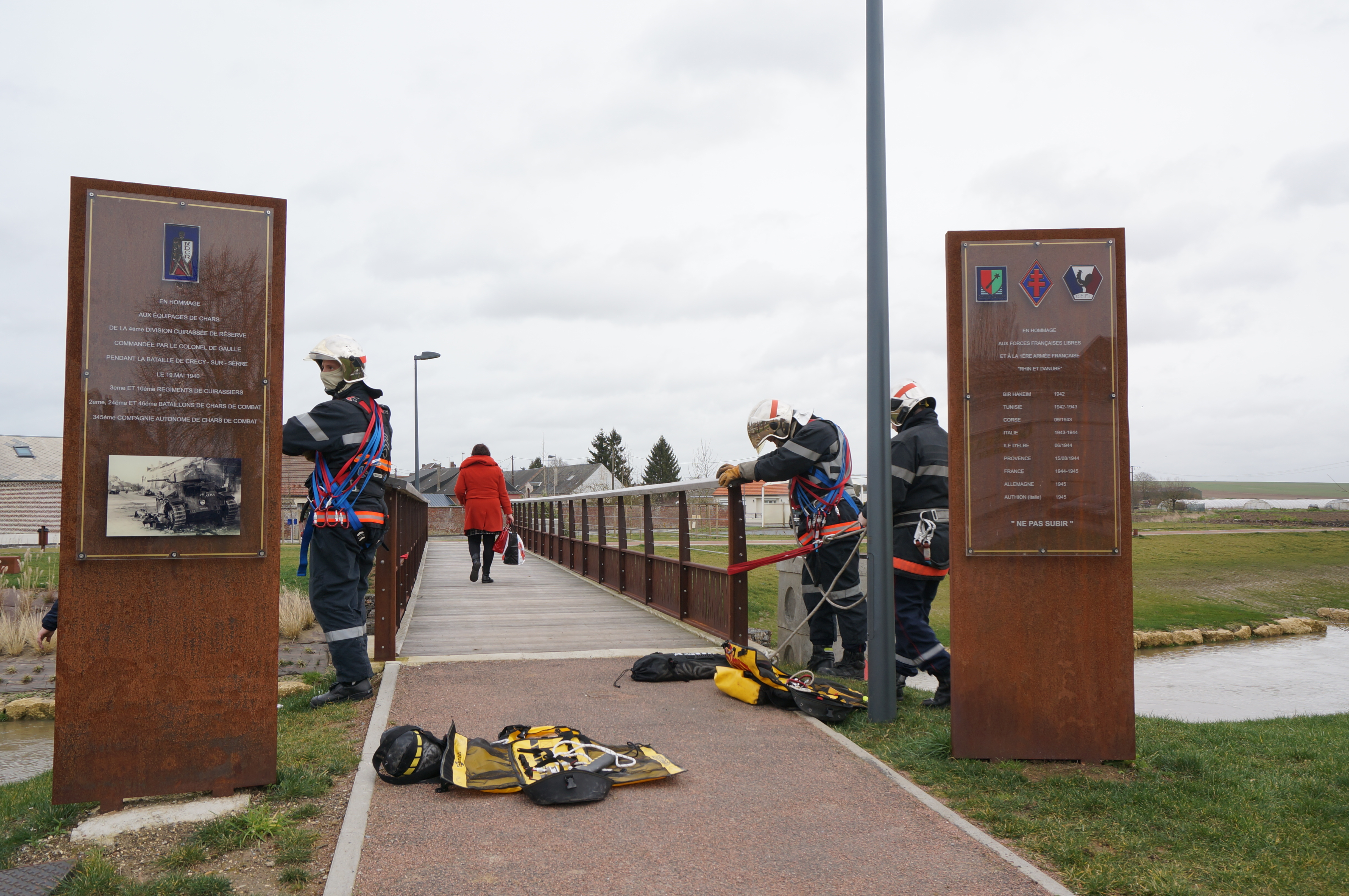
Monument en hommage à la 4e à Crécy-sur-Serre et aux combats de 1940.

## Historique des garnisons, campagnes et batailles

### Campagne de 1940
Commandée par le colonel de Gaulle, elle est engagée à l’aube du 17 mai pour une action offensive sur Montcornet et livre des combats autour de Laon. La division se porte ensuite au sud d’Abbeville pour attaquer la tête de pont allemande, les 28 et 29 mai, l'objectif général étant de dégager les unités encerclées de la poche de Dunkerque.
Le 1er juin, la 4e DCr est relevée par la 51e division anglaise, et doit se regrouper dans la région de Marseille-en-Beauvaisis, pour être rattachée au groupement cuirassé du général Delestraint. Le 6 juin, le général de Gaulle doit quitter son commandement, car il est nommé sous-secrétaire d'État à la Guerre ; il est remplacé par le colonel Chaudesolle, puis le 7 juin par le général de la Font.
Le 10 juin, le groupe cuirassé est rattaché à l'armée de Paris, et, le 12 juin, la division est placée sous les ordres du 10e corps d'armée. La division participe ensuite aux combats de la retraite, notamment sur la Loire (du 12 au 19 juin), ceci jusqu'au cessez-le-feu qui intervient le 26 juin 1940.

### Composition
La création de l’unité se fait à partir de début mai 1940. L’amalgame est achevé le 15 mai.
Composition initiale de la division, dans l’ordre d’arrivée des unités :
| Unité                                                             | Arrivée       | Équipement / Départ           |
| ----------------------------------------------------------------- | ------------- | ----------------------------- |
| 46e bataillon de chars de combat                                  |               | 35 Renault B 1bis             |
| 345e compagnie autonome de chars de combat                        |               | 14 Renault D2                 |
| 2e bataillon de chars de combat                                   |               | 45 Renault R 35               |
| 4e bataillon de chasseurs portés                                  |               |                               |
| 24e bataillon de chars de combat                                  |               | 45 Renault R 35               |
| Etat-major et IIe bataillon du 303e régiment d'artillerie tractée |               | canons de 75 tractés          |
| 4e groupe autonome d'artillerie                                   |               | 2 batteries sans matériel     |
| 322e RATTT / 1er groupe                                           |               |                               |
| 322e RATTT / 2e groupe                                            | 17/05/1940    |                               |
| 10e régiment de cuirassiers                                       | 18/05/1940    | 44 Panhard AMD-178            |
| 19e bataillon de chars de combat                                  | 18-20/05/1940 | 35 Renault D2                 |
| 10/80e BDAC                                                       | 20/05/1940    |                               |
| 11/86e BDAC                                                       | 20/05/1940    |                               |
| 47e bataillon de chars de combat                                  | 21/05/1940    | 35 Renault B 1bis             |
| 44e bataillon de chars de combat                                  | 21/05/1940    | 45 Renault R 35               |
| 7e RDP / 1er bataillon                                            | 21/05/1940    |                               |
| État-major – AD                                                   | 23/05/1940    |                               |
| 1020e batterie du 404e DCA                                        | 23/05/1940    |                               |
| 305e RATTT / 1er groupe (105)                                     | 23/05/1940    | 06/06/1940 (réparti à la RGA) |
| 2e bataillon du 7e régiment de dragons portés                     | 24/05/1940    |                               |
| 3e cuirassiers / 1er groupe d'escadron de chars Somua             | 18/05/1940    |                               |
| 3e cuirassiers / 2e groupe d'escadron de chars Hotchkiss          | 25/05/1940    |                               |
| 665e batterie divisionnaire antichar                              | 25/05/1940    |                               |
| 51e batterie antichar autonome                                    | 27/05/1940    |                               |
| 661e batterie divisionnaire antichar                              | 28/05/1940    |                               |

### Matériels
Au total, la division a engagé 364 blindés[Quand ?] :
- 58 chars d'infanterie B1 bis
- 44 chars d'infanterie D2
- 135 chars légers R35
- 39 chars de cavalerie S35
- 40 chars légers H39
- 48 automitrailleuses de découverte P178

## Chefs de corps

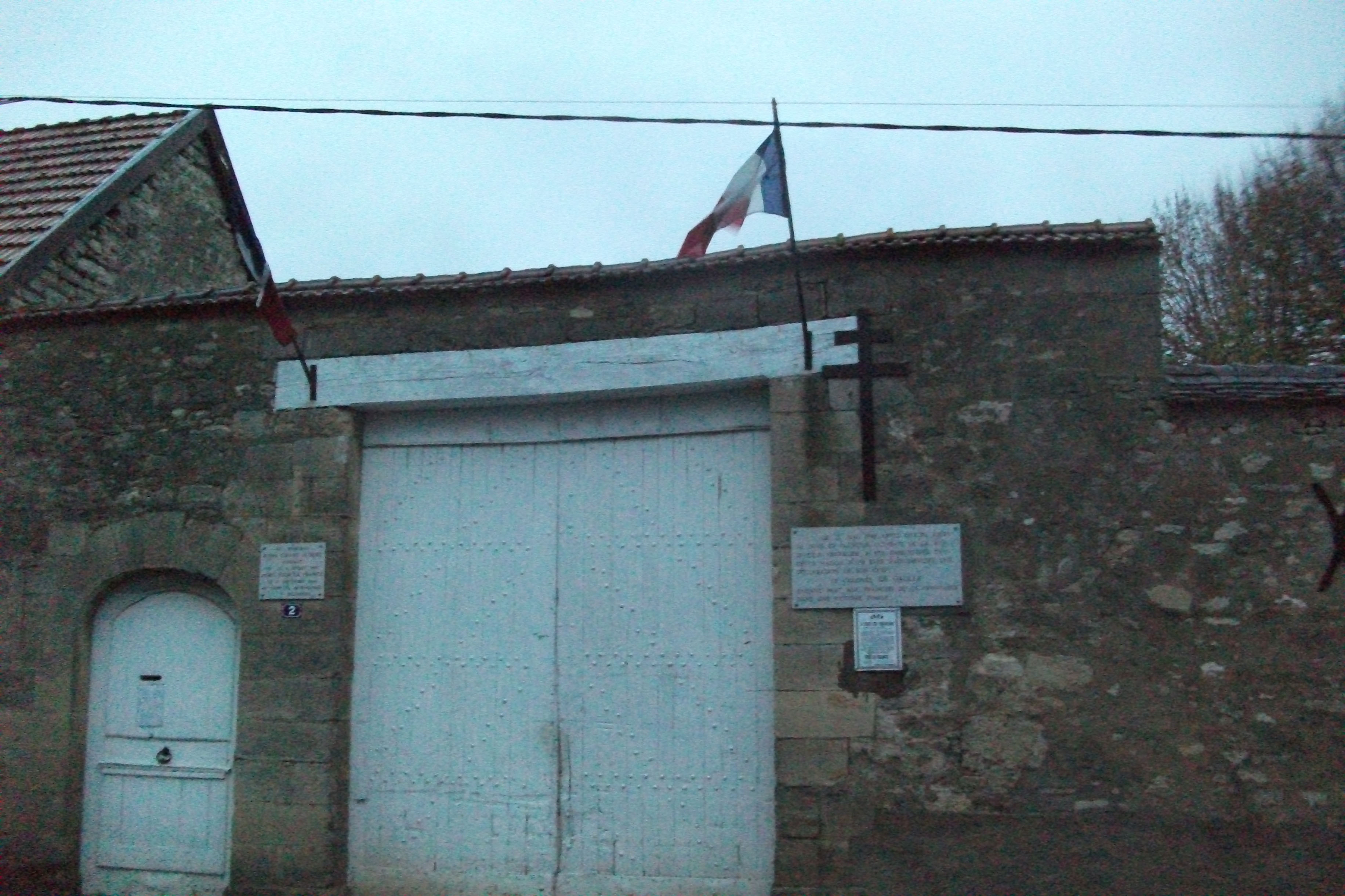
maison où le colonel de Gaulle enregistra un appel où il montre sa confiance en une victoire finale de la France, il le fit le 21 mai 1940.

- 10 mai 1940 : colonel de Gaulle,
- 6 juin 1940 : colonel Chaudessolle,
- 7 juin 1940 : général de La Font.

## Sources et bibliographie
- Situation de l’armée française au 10 mai 1940.
- François Vauvillier, revue Histoire de guerre, blindés et matériels, n° 79 et 80 articles de La division cuirassée en 1940 et ses perspectives, 2007-2008.
- Dominique Lormier, Comme des lions - mai juin 1940 - Le sacrifice héroïque de l'armée française, édition Calmann-Lévy, 2008,  (ISBN 978-2-7021-3445-0).